# Agymnastus
Agymnastus  (лат.) — род прямокрылых насекомых в семействе настоящих саранчовых.

## Описание
Теменной щиток килевидный, переднеспинка бугорчатая. Виды отличаются строением гребне бедер задних ног, шириной переднеспинки и длиной надкрыльев.

## Виды
В роде есть крайней мере 2 описанных вида:
- Agymnastus ingens[англ.] (Scudder, 1877)
- Agymnastus venerabilis[англ.] Rentz, 1978

## Распространение
Встречаются на западном побережье США в штате Калифорния.